# Walter Reed Tropical Medicine Course
Curso de Medicina Tropical de Walter Reed en el Instituto de Investigaciones de Walter Reed (WRAIR) es uno de los cursos de formación de Medicina Tropical y enfermedades infecciosas emergentes disponibles en los Estados Unidos.  El curso se nombra en honor de Walter Reed y se llama "the Walter Reed Tropical Medicine Course" en inglés.  Es un formación de 5 días intensivos o un formación corto de 3 días, creado para familiarizar a los estudiantes con enfermedades tropicales que pueden encontrar en el extranjero. El curso está abierto a médicos, asociado médico, enfermeros calificada para ejercer la medicina, u otro personal médico. El curso está dirigido por el Ejército de los Estados Unidos y diseñado para el personal de las Fuerzas Armadas de Estados Unidos (Ejército, Cuerpo de Marines, Armada, Fuerza Aérea) y varias otras agencias del gobierno Estados Unidos.

## Historia
El Instituto de Investigaciones de Walter Reed (WRAIR) se estableció en 1893 como la Facultad de Medicina del Ejército por las Órdenes del Departamento de Guerra General N ° 51, de fecha 24 de Ene de 1893. El curso de Medicina Tropical comenzó en la escuela que en julio de 1941, mientras que el general G . Russell Callender era comandante. En ese momento, el curso corrió durante 30 días y consistió en sesiones didácticas y de laboratorio similares a curso de hoy. Muy parecido a la mayoría de los 52 años que este curso se ofrece en WRAIR, que presentó el primer curso de educación continua a aproximadamente 30 oficiales.

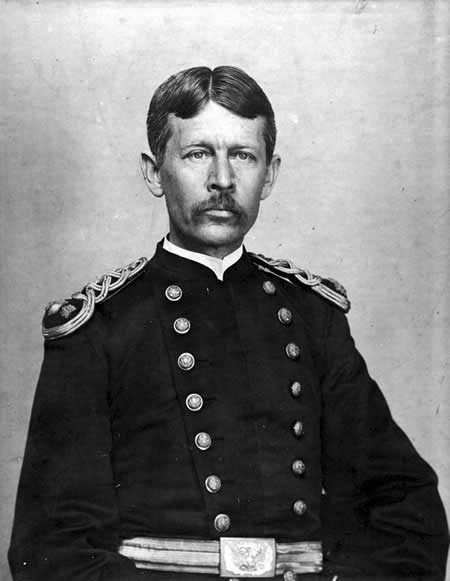
El curso lleva el nombre de Walter Reed

Durante los próximos cincuenta años, el curso cambió de nombre y longitud, pero se mantuvo dedicado a la enseñanza de la educación medicina tropical a los oficiales militares de continuar. En 1954, el Instituto inició el "Curso Medicina Preventiva Militar avanzada", que continuó la tradición de educación medicina tropical comenzado en 1941. Este curso fue finalmente suplantado por el "Curso de Medicina Global" en diciembre de 1966. Durante los próximos cuatro años y medio , el curso de Medicina Global fue ofrecido en 8 ocasiones distintas. Este curso de 12 semanas se dividió en 4 semanas de "Epidemiología y Bioestadística Aplicada", 3 semanas de "Ecología y la enfermedad", y 5 semanas de "Medicina Tropical". En febrero de 1972, el curso de Medicina Global se dividió en un curso de 5 semanas llamado "Ecología Médica Militar" y un curso de 6 semanas llamado el "Curso de Medicina Tropical". El primer curso de Medicina Tropical se ofreció en julio y agosto de 1972 y asistieron 11 médicos y 4 médicos pasantes. El curso duró hasta 1993 y fue el único superviviente remanente de la oferta educativa de la Facultad de Medicina del Ejército originales.
En 1991, el Instituto celebró sus 50 años de tradición en la enseñanza de medicina tropical. En la memoria de sus contribuciones significativas a la educación medicina tropical, el Instituto estableció "El Coronel George W. Hunter III Certificado". Este premio fue presentado el año a no más de dos profesores del curso que encarnan la excelencia y la longevidad como conferenciantes de alto nivel en el curso. Los dos primeros médicos honrado con el certificado fueron el Dr. Jay P. Sanford (expresidente de la Universidad y decano de la Universidad Medical de los Servicios Uniformados) y el Dr. Theodore E. Woodward (Profesor Emérito de Medicina de la Universidad de Maryland Facultad de Medicina). Una presentación especial de este reconocimiento se realizó con el Coronel Richard N. Miller, exdirector del Curso de Medicina Tropical, por sus contribuciones significativas a este curso y su organización en los 12 años anteriores.  La celebración 50 años también fue particularmente honrado por el discurso de graduación dada por el Dr. Theodore E. Woodward que asistió al primer curso en 1941.
Debido a las necesidades operacionales del Comando de las Fuerzas Especiales y el Mando África de reciente creación, en 2010 se decidió resucitar el antiguo curso de 6 semanas en WRAIR,  y convertirlo en un curso corto apuntado que proporcionaría un espectro más amplio de personas con los conocimientos necesidad de combatir las amenazas de enfermedades infecciosas internacionales. Demandas operacionales sobre los militares estadounidenses con guerras en varios frentes en las zonas afectadas con la enfermedad tropical identificaron una necesidad vital para un curso corto intensamente concentrado para familiarizar al personal médico en todos los niveles educativos en medicina tropical.